# Hexaglandula
Hexaglandula es un género discutido de gusanos parásitos del filo Acanthocephala. Fue descrito inicialmente por Petrochenko en 1950. Sin embargo, en 1992, algunos autores consideraron al género como un sinónimo de Polymorphus, aunque nuevos estudios en 2008 determinaron que Hexaglandula parece ser un género separado de Polymorphus. Aún es discutido si es un sinónimo o si es en realidad un género diferente, con autores como Amir clasificándolo como sinónimo en 2013.

## Especies
Se reconocen las siguientes:
- Hexaglandula ariusis Bilqees, 1974
- Hexaglandula corynosoma (Travassos, 1915) Petrochenko, 1958
- Hexaglandula inermis (Travassos, 1923) Petrochenko, 1958
- Hexaglandula karachiensis Bilqees, 1971
- Hexaglandula mutabilis (Rudolphi, 1819) Petrochenko, 1958
- Hexaglandula paucihamatus (Heinze, 1936) Petrochenko, 1958